# Флокс повзучий
Флокс повзучий, флокс столононосний (Phlox stolonifera) — квіткова рослина роду флокс (Phlox). Щороку помилуватися квітками цієї рослини з'їжджаються японці на традиційний «ханасампо».

## Будова
Квіти блідо пурпурні, рожеві, білі, 2-2,5 см в діаметрі, мають 5 пелюсток, жовті тичинки. Рослина викидає довгі пагони столони, якими розмножується. Листя на столонах овальне 3-4,5 см довжини та 1,8 см ширини, а на квіткових пагонах менше.

## Поширення та використання
Походить з лісів у горах Аппалачі. Вирощується як декоративна рослина.

## Галерея

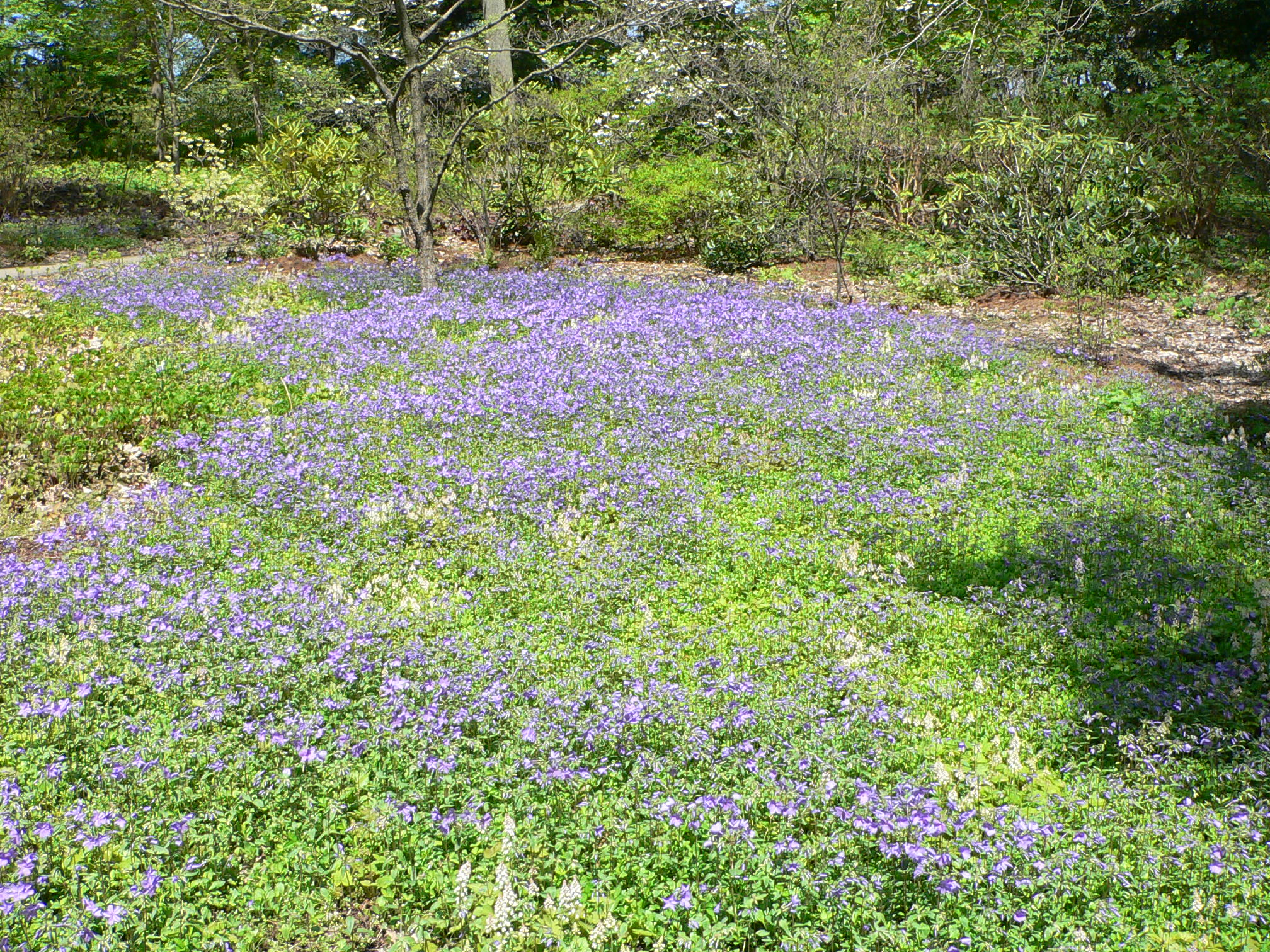
Група флоксів
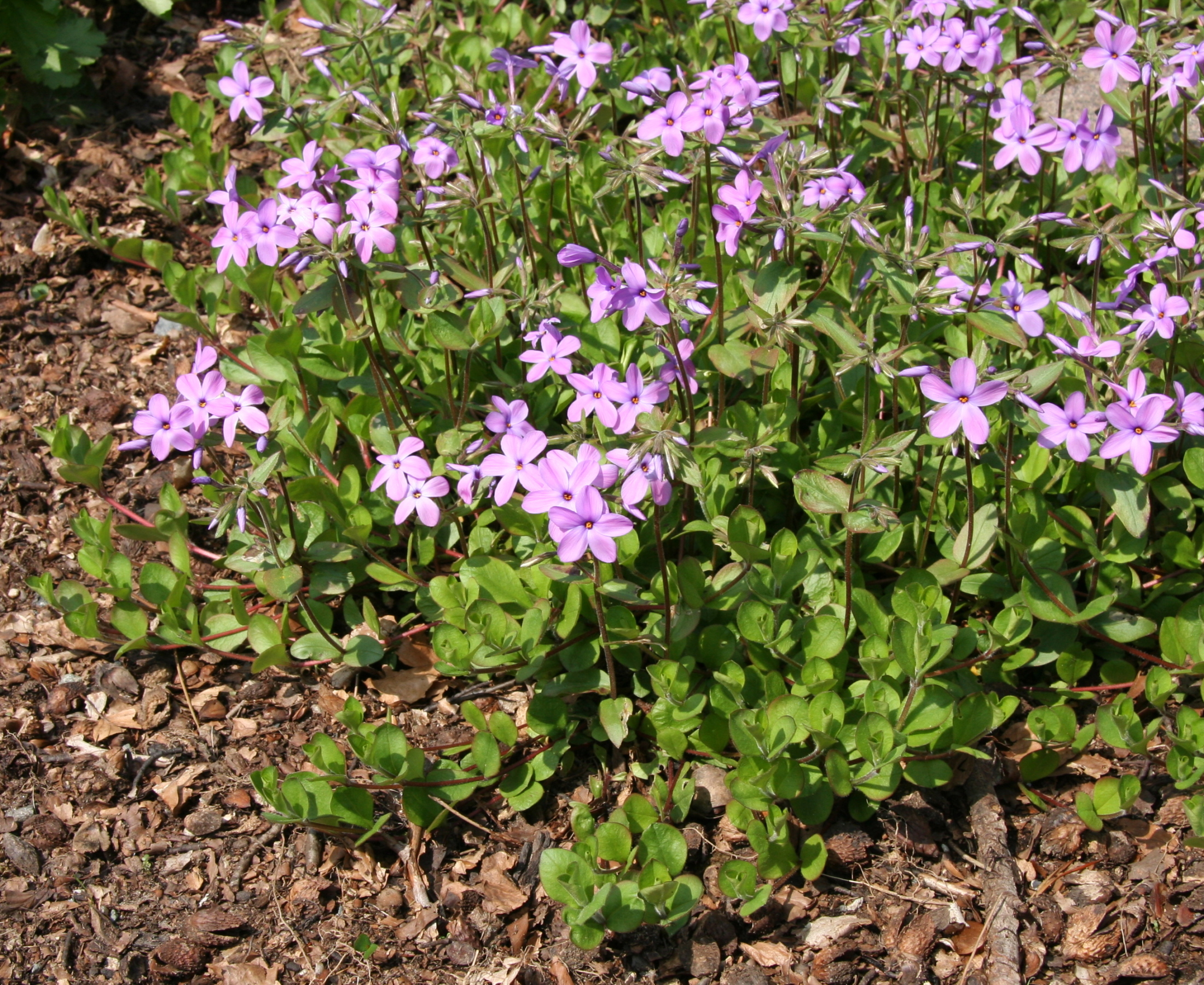
Повзучі пагони на краю ділянки
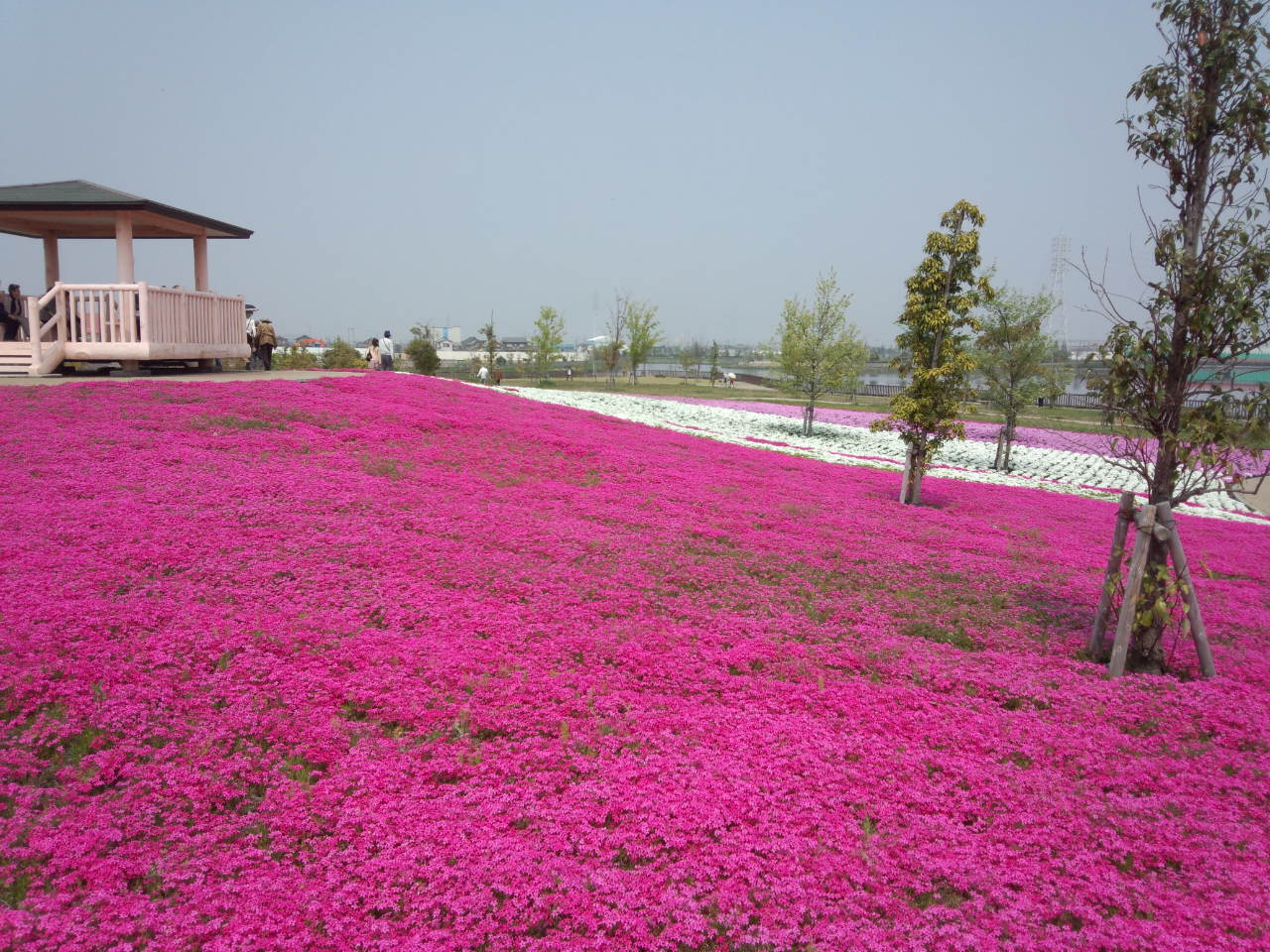
Поле Phlox stolonifera в Японії